# Caso de Claudio César Adur y Viviana Martini
Se conoce como caso de Claudio César Adur y Viviana (ó Bibiana) Martini  el secuestro el 11 de noviembre de 1976 del militante de la Juventud Universitaria Peronista (JUP) Claudio César Adur y su esposa Viviana Martini , militante de Montoneros,  durante la última dictadura cívico militar de Argentina

## Víctimas
Claudio César Adur Debenetti “Turco” (22 de diciembre de 1951, Buenos Aires). Licenciado en Historia de las Artes, docente y periodista. Trabajó en diario El Cronista Comercial. Revistas Crisis y Arte Hispanoamericano.   Militaba en la Juventud Universitaria Peronista (JUP). Hizo toda la escuela primaria en el  Collège Français. También fue alumno de la Alianza Francesa, hacia el año 1968. Como docente e investigador había fundado, junto a otros compañeros, el Centro de Estudios e Investigaciones Artísticas. Era descendiente de libaneses. En 1969 egresó del Colegio Nacional Buenos Aires. Hacia fines de 1975 fue organizador de unos de los grupos de la Juventud de Teatro Peronista (JUTEP). Viviana (ó Bibiana) Martini Suárez(13 de octubre de 1949), maestra. Trabajaba como empleada en 3M Argentina SA. Militaba en Montoneros.

## El hecho
Ambos fueron secuestrados por efectivos no identificados el 11 de noviembre de 1976 a la madrugada en su domicilio. Permanecen desaparecidos.

## Justicia
Claudio y Viviana son dos de las 789 víctimas en el tercer Juicio por la ESMA , donde hay 63 represores procesados.
Carlos Loza, integrante de la Asociación de Ex Detenidos Desaparecidos (AEDD), declaró el 17 de marzo de 2013, en el juicio de la megacausa ESMA y pudo reconstruir que una pareja con la que estuvo detenido en la ESMA era la de Adur y Martini.